# Fianoniella flagellator
Fianoniella flagellator är en stekelart som först beskrevs av Aubert 1974.  Fianoniella flagellator ingår i släktet Fianoniella och familjen brokparasitsteklar. Inga underarter finns listade i Catalogue of Life.